# Nông trường Việt Trung (thị trấn)
Nông trường Việt Trung là một thị trấn nông trường thuộc huyện Bố Trạch, tỉnh Quảng Bình, Việt Nam.

## Địa lý
Thị trấn Nông trường Việt Trung có vị trí địa lý:
- Phía bắc giáp các xã Phú Định, Tây Trạch, Nam Trạch, Lý Trạch, Hòa Trạch
- Phía nam giáp thành phố Đồng Hới và huyện Quảng Ninh
- Phía đông giáp thành phố Đồng Hới
- Phía tây giáp xã Phú Định.

Thị trấn Nông Trường Việt Trung có diện tích 86,04 km², dân số năm 2019 là 10.251 người, mật độ dân số đạt 119 người/km².

## Hành chính
Thị trấn được chia làm:
- 1 đội: Đội 1 Lâm Trường Ba Rền.
- 19 tiểu khu: 1, 2, 3, 4, 5, 6, 7, 8, 9, 10, Dũng Cảm, Hữu Nghị, Quyết Tiến, Sao Vàng, Thắng Lợi, Thống Nhất, Tiền Phong, Truyền Thống, Xung Kích, Đoàn Kết, Chiến Thắng, Độc Lập.

## Lịch sử
Tiền thân của nông trường quốc doanh Việt Trung gồm: 
- Nông trường Phú Quý: thành lập vào cuối năm 1956.
- Nông trường quân đội Sen Bàng: thành lập vào tháng 7 năm 1957.
- Trại chăn nuôi Thuận Đức: thành lập tháng 2 năm 1959.

Ngày 1 tháng 1 năm 1960, Chính phủ quyết định nhập 3 đơn vị trên thành một đơn vị hành chính và lấy tên chung là nông trường quốc doanh Việt Trung, ngày nay là thị trấn Nông trường Việt Trung.